# San Miguel del Cinca
San Miguel del Cinca è un comune spagnolo di 886 abitanti situato nella comunità autonoma dell'Aragona.